# Margarethe von Schottland

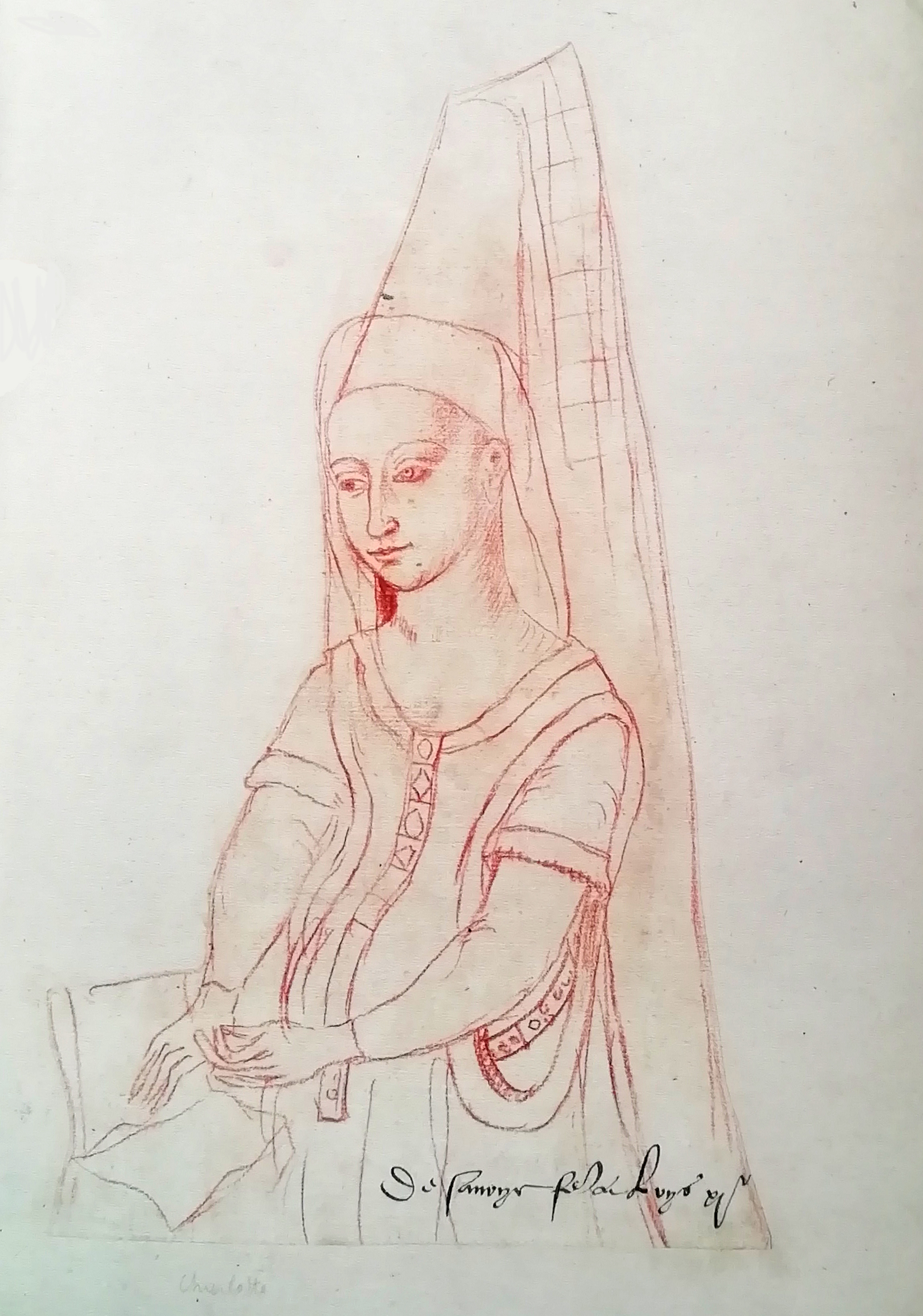
Margarethe von Schottland, Dauphine von Frankreich

Prinzessin Margarethe von Schottland aus dem Hause Stewart (französisch Marguerite d’Écosse; englisch Margaret of Scotland, Margaret Stuart oder Margaret Stewart; * 25. Dezember 1424 in Perth, Schottland; † 16. August 1445 in Châlons-sur-Marne, Frankreich) war als erste Gattin des Dauphins Ludwig (nachmaligen Königs Ludwig XI.) von 1436 bis 1445 Kronprinzessin von Frankreich (Dauphine de France).

## Abstammung, Kindheit und frühe Heiratsverhandlungen
Margarethe war das älteste Kind des schottischen Königs Jakob I. Stewart und dessen Ehefrau Joan Beaufort, Tochter von John Beaufort, 1. Earl of Somerset. Ein jüngerer Bruder Margarethes bestieg 1437 als Jakob II. minderjährig den schottischen Thron. Ferner hatte Margarethe fünf Schwestern, u. a. Eleonore, die Sigmund von Tirol heiraten und wie Margarethe literarische Interessen zeigen sollte.
1428 kam Margarethe mit ihren Schwestern in die Obsorge von Michael Ramsay, dem Besitzer des jetzt verfallenen Lochmaben Castle, das sich im heutigen schottischen Verwaltungsbezirk Dumfries and Galloway befindet. Im gleichen Jahr kam eine vom französischen König Karl VII. entsandte Gesandtschaft nach Schottland, der u. a. der Hofdichter und Diplomat Alain Chartier angehörte. Sie sollte das Bündnis der beiden Länder erneuern. Frankreich und England bekämpften sich damals im Hundertjährigen Krieg, und der von seinen eigenen Eltern von der Herrschaft ausgeschlossene Karl VII. befand sich in großer Bedrängnis. Er ersuchte um 6000 schottische Soldaten Verstärkungstruppen und schlug eine Heiratsallianz durch die Vermählung seines ältesten, erst vierjährigen Sohnes Ludwig mit der erst dreijährigen Margarethe vor. Jakob I. versprach, seine Tochter und die erbetene Armee binnen Jahresfrist auf einer von Karl VII. zu stellenden Flotte nach Frankreich zu schicken, verlangte aber die Abtretung u. a. der Grafschaft Saintonge. Am französischen Hof stießen die als zu hoch eingeschätzten Forderungen des schottischen Königs auf Ablehnung, und nachdem sich Anfang 1429 die Lage Karls VII. durch die Unterstützung von Jeanne d’Arc deutlich verbessert hatte, lag das Eheprojekt für die nächsten Jahre auf Eis.
Die Engländer, denen eine mögliche französisch-schottische Allianz sehr missfiel, suchten die geplante Eheverbindung mit allen Mitteln zu torpedieren und machten ihrerseits Jakob I. Angebote. Dieser führte Verhandlungen über die Verheiratung einer seiner Töchter mit dem minderjährigen englischen König Heinrich VI. Um dieser Gefahr zu begegnen, äußerte Karl VII. 1433 in einem Brief an den schottischen König den Wunsch, nun doch den 1428 vereinbarten Heiratsplan in die Realität umzusetzen. Jakob I. verlangte in seiner Erwiderung vom 8. Januar 1434 eine verbindliche Zusage. Am 25. Januar 1435 kam eine von Regnault Girard geführte französische Delegation in Edinburgh an, die sich für den langen Aufschub der geplanten Eheverbindung entschuldigen und die Entsendung von Margarethe mit einem militärischen Geleit von 2000 Soldaten erbitten sollte. Jakob I. gab seine Zustimmung, wünschte aber, dass seiner Tochter bis zur Vollziehung der Ehe ihre eigene schottische Hofhaltung gewährt würde.
Die schließlich von Karl VII. geschickte Flotte, deren Aufgabe in der Abholung Margarethes bestand, kam am 12. September 1435 in Dumbarton an. Von dort lief sie erst ein gutes halbes Jahr später wieder nach Frankreich aus. An Bord befanden sich außer der erwarteten Kronprinzessin deren Dienerschaft, schottische Adlige und die versprochene militärische Begleitung.

## Heirat mit Ludwig XI.
Englische Schiffe sollten die Flotte, auf der sich Margarethe befand, abfangen, doch war diesem Unternehmen kein Erfolg beschieden. Die künftige Dauphine landete mit ihrem Gefolge am 17. April 1436 auf der Île de Ré an der französischen Westküste, blieb einige Zeit im nahegelegenen La Rochelle und gelangte am 24. Juni in die damalige französische Residenz Tours. Deren Erzbischof hatte 11 Tage zuvor die aufgrund der Minderjährigkeit der Ehepartner notwendige Dispens zur Heirat erteilt. Am Nachmittag des 25. Juni 1436 fand die vom Erzbischof von Reims geleitete Hochzeit der 11-jährigen Margarethe mit dem knapp 13-jährigen Dauphin Ludwig in der Kapelle der Burg von Tours statt. Karl VII., der nie ein gutes Verhältnis zu seinem ältesten Sohn hatte, war erst im letzten Augenblick in Reithosen und sogar mit Sporen an den Stiefeln zur Hochzeit erschienen, die er auch beschämend schlicht hatte ausrichten lassen.
Die meisten schottischen Begleiter Margarethes wurden nach der Trauungszeremonie rasch wieder zurückgeschickt, ein von diesen als skandalös empfundenes Verhalten. Vermutlich war dem französischen König die weitere Beherbergung der hochrangigen Gäste zu teuer. Auch auf längere Dienste der mit angereisten schottischen Truppen verzichtete Karl VII.

## Dauphine
Aufgrund des noch jugendlichen Alters von Margarethe und ihrem Gemahl wurde deren Ehe etwa ein Jahr nach der Hochzeit vollzogen. Zuvor hatte Margarethe bei Marie d’Anjou, der Gemahlin Karls VII., gelebt, während der Dauphin seinen Vater erstmals auf Reisen begleitet hatte. Der König und seine Gattin behandelten die als liebenswürdig beschriebene Dauphine sehr herzlich, aber Margarethes aus rein politischen Gründen geschlossene Ehe verlief unglücklich und blieb kinderlos. Nachdem Jakob I. von Schottland 1437 einer Adelsverschwörung zum Opfer gefallen war, rückte Margarethe zur Thronerbin ihres minderjährigen Bruders Jakob II. auf.
Margarethe, der kein politischer Einfluss eingeräumt wurde, entwickelte ein großes Interesse für die französische Sprache und Literatur. Sie trat als Patronin von Dichtern hervor, und nicht wenige Poeten wie ihre Hofdame Jehanne Filleul gehörten zu ihrem Hofstaat. Auch sie selbst soll viele Nächte hindurch Verse geschrieben haben, doch ist von ihrem literarischen Schaffen nichts mehr vorhanden. Laut einer bekannten, von Jean Bouchet, einem französischen Historiker des frühen 16. Jahrhunderts überlieferten Anekdote habe sie einmal den Dichter Alain Chartier, als sie ihn schlafend antraf, öffentlich geküsst und auf den Vorhalt, wie sie einen so hässlichen Mann küssen könne, geantwortet: « […] ie n’ay pas baisé l’homme, mais la precieuse bouche, de laquelle sont yssus & sortis tant de bons mots, & vertucuses parolles. » (deutsch: „Ich küsste nicht den Mann, sondern den kostbaren Mund, aus dem so viele gute und tugendhafte Worte kamen.“)
Karl VII. verstand sich sehr gut mit Margarethe und missbilligte, dass sie von seinem Sohn Ludwig ständig so vernachlässigt wurde. Die Dauphine stellte sich ihrerseits oft auf die Seite ihres Schwiegervaters und gegen ihren Gemahl. Für 1445/45 sind einige ihrer Hofaktivitäten bekannt, etwa ihr Besuch von Festen in Nancy und Châlons. So nahm sie an der Hochzeit von Margarete von Anjou und König Heinrich VI. von England teil.

## Frühzeitiger Tod
Jamet de Tillay, ein höfischer Edelmann und Günstling Karls VII., war eines Nachts überraschend in Margarethes nicht von Kerzen, sondern nur von einer Kaminglut erleuchtetes Zimmer eingetreten, als sie sich auf ihrem Bett sitzend mit ihren Hofdamen unterhielt, wobei allerdings auch der Sire d’Estouteville anwesend war. Diesen Vorfall nahm Tillay zum Anlass, ihr schamloses Verhalten zu unterstellen. Er suchte den Dauphin durch das Gerücht aufzureizen, Margarethe sei ihm untreu gewesen, was die Beschuldigte heftig bestritt. Außerdem wurde Margarethe vorgeworfen, unreife Früchte gegessen, Essig getrunken und eng geschnürte Korsetts getragen zu haben, um möglichst zu verhindern, dass sie Kinder bekam. Sie war schon durch die abweisende Haltung ihres Gatten trübsinnig geworden, und Tillays Vorwürfe scheinen sie sehr getroffen zu haben, wodurch auch ihre Gesundheit in Mitleidenschaft gezogen wurde. Als sie am 7. August 1445 von einer kurzen Pilgerreise zurückkehrte, auf die sie den König gemeinsam mit ihren Hofdamen begleitet hatte, zog sie sich eine fieberhafte Erkältung zu, die wohl zu einer Lungenentzündung führte. Bereits neun Tage später starb sie im Alter von nur zwanzig Jahren in Châlons-sur-Marne. Während ihrer letzten Krankheitsphase hatte sie oft ihre Treue gegenüber ihrem Gatten beteuert, Tillay beschuldigt, sie mit seinen Verleumdungen tödlich verletzt zu haben und bereut, überhaupt nach Frankreich gekommen zu sein. Vor ihrem letzten Atemzug soll sie laut der Überlieferung geäußert haben: « Fi de la vie! qu’on ne m’en parle plus » (deutsch: „Pfui auf das Leben! Man rede mir nicht mehr davon.“).
Bald nachdem Margarethe verstorben war, wurden drei erhaltene Klagelieder auf sie verfasst, von denen eines von ihrer mit dem Herzog Franz I. von der Bretagne verheirateten Schwester Isabella stammen dürfte. Karl VII. ließ eine Untersuchung gegen Tillay einleiten und diesen ebenso wie Margarethes Ärzte und Personal einvernehmen, doch blieb das Verfahren letztlich ergebnislos und ohne Konsequenzen. Am 9. März 1451 heiratete Ludwig (XI.), der seiner verstorbenen Gemahlin keine Träne nachgeweint hatte, Charlotte von Savoyen, die ihm mehrere Kinder, u. a. den Thronfolger Karl (VIII.), gebar. Erst 1479, mehr als 30 Jahre nach Margarethes Tod, wurde ihr Leichnam auf Veranlassung Ludwigs XI. ihrem Wunsch gemäß in der Kirche Saint-Laon in Thouars beigesetzt, nachdem er zuvor in der Kathedrale St. Étienne in Châlons-sur-Marne geruht hatte.